# High Hopes (Frank-Sinatra-und-Eddie-Hodges-Lied)
High Hopes ist ein Song von Jimmy Van Heusen (Musik) und Sammy Cahn, der 1959 veröffentlicht und vor allem durch Frank Sinatra bekannt wurde.
Cahn/Van Heusen schrieben den Song für den Frank-Capra-Film Eine Nummer zu groß (Originaltitel: A Hole in the Head, 1959), in dem er von Frank Sinatra und dem Kinderdarsteller Eddie Hodges vorgestellt wurde. Das Lied erhielt daraufhin 1960 einen Oscar in der Kategorie Bester Song.
Am 8. Mai 1959 nahm Sinatra zudem eine Studio-Version mit Hodges und einem Kinderchor auf. Diese Fassung erschien auf der Single CP-4377 mit der B-Seite All My Tomorrows von Sammy Cahn/Jimmy Van Heusen bzw. auf dem Capitol-Album All the Way und wurde 1960 für zwei Grammys nominiert. High Hopes kam am 21. Juni 1959 in die amerikanischen Billboard-Charts; der Song blieb insgesamt 17 Wochen in den Charts und belegte als höchste Platzierung #30.
Während des Präsidentschaftswahlkampfs 1960, und mit einem neuen Text von Sammy Cahn versehen, sang Sinatra den Song 1960 für John F. Kennedy; High Hopes wurde der Wahlkampf-Jingle für den Kennedy-Wahlkampf.
Die ersten Zeilen des Kennedy-Textes lauteten:
Everyone is voting for Jack,
cause he’s got what all the rest lack,
everyone wants to back Jack,
Jack is one the right track.
Cause he’s got high hopes,
he’s got high hopes,
1960‘s the year for his high hopes.
Coverversionen des Songs erschienen ab Ende der 1950er-Jahre u. a. von Jonah Jones, Jack Teagarden, Kenny Ball, Walt Dickerson, Trudy Kerr und Kermit Ruffins.